# Chlamydocardia
- Commons
- Wikispecies

Chlamydocardia Lindau, segundo o Sistema APG II, é um gênero botânico da família Acanthaceae.

## Espécies
As principais espécies são:
- Chlamydocardia buettneri
- Chlamydocardia lanciformis
- Chlamydocardia nuda
- Chlamydocardia subrhomboidea

## Nome e referências
Chlamydocardia Lindau, 1894

## Classificação do gênero
| Sistema | Classificação                       | Referência            |
| ------- | ----------------------------------- | --------------------- |
| APG II  | Ordem Lamiales, família Acanthaceae | APweb, versão 9, 2008 |